# Cynipencyrtus
Cynipencyrtus  (лат.) — род наездников, единственный в составе семейства Cynipencyrtidae (до 2013 года в Tanaostigmatidae). Известно 2 вида.

## Описание
Мелкие насекомые (около 2 мм) жёлтого цвета. В усиках 2 аннелюса и 6 члеников жгутика (два первых редуцированные, очень мелкие, почти как аннелюсы). Нотаули отсутствуют. Оцеллии очень мелкие и широко разделённые друг от друга. Жвалы самки с тремя зубцами.
Вид Cynipencyrtus flavus — паразитоид восточной каштановой галловой орехотворки, Dryocosmus kuriphilus (Cynipidae), глобального вредителя каштана (Castanea), а также нападает на виды Andricus (Cynipidae), образующие галлы на дубе пильчатом (Quercus serrata, Fagaceae). Вид Cynipencyrtus indicus был собран в дубовом лесу из Quercus leucotrichophora.

## Систематика
Известно 2 вида. Род был впервые выделен в 1928 году по типовым материалам из Японии. Первоначально монотипический род наездников Cynipencyrtus включали в состав семейства Encyrtidae, в 1973 году он был выделен в трибу Cynipencyrtini Trjapitzin, 1973, затем в 1985 году перенесён в семейство Tanaostigmatidae, а в 2013 году выделили в отдельное семейство Cynipencyrtidae Trjapitzin, 1973.
- Cynipencyrtus flavus Ishii, 1928[10] (Китай, Япония)[11]
  - Cynipencyrtus bicolor Ishii, 1928
- Cynipencyrtus indicus Singh, 2008[12] (Индия)